# Маусалапарва

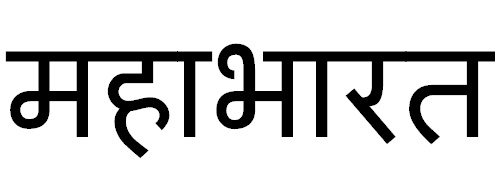
Махабха́рата

Маусалапарва (санскр. मौसलपर्व, «Книга о побоище палицами») — шестнадцатая книга «Махабхараты», состоит из 273 двустиший (9 глав по критическому изданию в Пуне). «Маусалапарва» рассказывает о междоусобном истреблении союза родственных племён — ядавов, вришниев, андхаков и кукуров, — который возглавлял Кришна. «Маусалапарва» также содержит описание смерти самого Кришны и его брата Баладевы.

## Обзор по главам

### Глава 1
Вайшампаяна продолжает рассказывать Джанамеджае о судьбе Пандавов. На тридцать шестой год своего правления царь Юдхиштхира замечает многочисленные зловещие предзнаменования. Через некоторое время он узнаёт о гибели племени вришниев в битве на палицах, а также о смерти Кришны и его брата Баларамы. Призвав своих братьев, Юдхиштхира советуется с ними по поводу дальнейших действий. Пандавов охватывает отчаяние.

### Глава 2
Вайшампаяна рассказывает историю истребления племени Кришны. В Двараку явились святые мудрецы Вишвамитра, Канва и Нарада. Вришнии выдвинули перед ними переодетого в женщину сына Кришны по имени Самба и спросили у мудрецов, кого произведёт на свет эта женщина. Разгневанные отшельники ответили, что сын Кришны Самба породит железную палицу на погибель вришнийцам и андхакам, а также предрекли смерть Кришне и Балараме. Затем мудрецы направились к Кришне, который, узнав от них о проклятии, смиренно подчинился судьбе. На следующий день Самба породил огромную палицу, после чего царь Ахука (прадед Кришны) приказал стереть её в мелкий порошок и бросить в океан, а также запретил всем горожанам изготовлять спиртные напитки под страхом смерти путём посажения на кол.

### Глава 3
Кришна, увидев грозные знамения, повелел горожанам отправиться в паломничество к святым местам по направлению к океану.

### Глава 4
Перед отправлением в путь андхаки и вришнийцы в изобилии заготовили мяса и хмельных напитков и, испив вина, покинули пределы города. Расположившись в тиртхе Прабхаса на берегу океана, вришнийцы с андхаками устроили пьяный разгул. Возбуждённые хмелем, они в ходе возникшей ссоры принялись истреблять друг друга палицами. Кришна попытался остановить бойню, но затем покорился судьбе и собственноручно уничтожил большинство своего войска.

### Глава 5
После побоища Кришна со своими приближёнными по имени Бабхру и Дарука двинулись по следу Баларамы. Увидев своего брата погружённым в йогическую медитацию под одиноко стоящим деревом, Кришна послал Даруку за Арджуной, а Бабхру — на защиту вришнийских женщин. Вслед за тем измученный пьянством Бабхру на глазах у Кришны погиб от случайного попадания палицы, пущенной охотником. Кришна, попросив Балараму подождать на том же месте, явился к своему отцу Васудеве в Дваравати и попросил его защитить женщин до прихода Арджуны. Сам же Кришна вернулся в лес, чтобы вместе с братом вершить подвижничество. Подойдя к Балараме, погружённому в йогу, Кришна увидел, как из его рта вырвался огромный белый тысячеголовый змей с капюшонами точно горы. Покинув тело Баларамы, змей погрузился в океан, где его гостеприимно встретили наги и бог Варуна. После смерти брата Кришна некоторое время в задумчивости скитался по пустынному лесу, а затем в усталости прилёг на землю и, осознав близость смертного часа, погрузился в йогу. Вскоре охотник по имени Джара, приняв лежавшего Кришну за оленя, поразил его стрелой в пятку. Приблизившись, охотник понял, что наделал, и в отчаянии приник головой к стопам Кришны. Тот же, утешив охотника, осенил благодатью небо и землю и взмыл ввысь. Достигнув небес, Кришна встретился с богами во главе с Индрой и принял почести от небожителей.

### Глава 6
Тем временем Дарука встретился с Пандавами и рассказал им об истреблении вришниев. Арджуна вместе с Дарукой прибыл в Двараку, где его ожидали шестнадцать тысяч обитательниц женских покоев дворца. Глядя на жён Кришны, Арджуна зарыдал и пал на землю. Сатьябхама и Рукмини подняли Арджуну и усадили на золотой трон. После беседы с ним Арджуна отправился повидаться с Васудевой.

### Глава 7
Обняв Арджуну, старец Васудева запричитал и назвал виновников гибели рода Яду — Ююдхану и Прадьюмну. При этом он указал и на истинную причину бедствия — проклятие брахманов. Васудева передал слова Кришны о том, что женщин защитит Арджуна, а город Двараку внезапно затопит море. Затем отец Кришны выразил намерение уморить себя голодом.

### Глава 8
Встретившись в зале собраний с брахманами и горожанами, Арджуна объявил, что самолично отведёт оставшихся жителей в Индрапрастху, и дал неделю на сборы. На рассвете седьмого дня Васудеву постигла смерть. Охваченные горем горожане, возложив тело Васудевы на повозку, выступили в путь. Разместившись в любимом месте Васудевы, они совершили жертвоприношение питримедха и предали огню тело отца Кришны. Четыре жены Васудевы взошли на костёр и последовали в тот же мир, что и их супруг. После поминальных обрядов Арджуна разыскал тела Баларамы и Кришны и повелел предать их огню. Над телами павших вришниев также были совершены надлежащие обряды. Затем десятки тысяч горожан по повелению Арджуны вместе со скотом спешно тронулись в путь. Вскоре в Двараку хлынули воды океана. Достигнув Панчанады, Арджуна сделал привал. Здесь на горожан напали тысячи алчных дасью (неарийских аборигенов Индии). Арджуна попытался защитить подопечных, однако ему с трудом удалось натянуть лук Гандиву, а стрелы быстро закончились. Не смог он и мысленно вызвать небесное оружие, при помощи которого одержал раньше много побед. В конце концов Арджуна принялся избивать дасью концом своего лука, но безуспешно. Добравшись до Курукшетры с уцелевшими после нападения дасью горожанами Двараки, Арджуна расселил их в разных местах. Завершив дела, Арджуна пришёл в обитель Вьясы.

### Глава 9
Узнав от Арджуны обо всём случившемся, Вьяса утешил его словами о неотвратимости судьбы и всевластии Времени. Он также объяснил, что Кришна мог бы предотвратить всё случившееся, но допустил это из высших целей. В заключение Вьяса сказал, что считает величайшим благом для Пандавов покинуть сей мир. Выслушав слова Вьясы, Арджуна отправился в Хастинапур и поведал обо всём Юдхиштхире.